# 1-eptene
L'1-eptene è una alchene ottenuto come sottoprodotto della distillazione del petrolio e si trova come componente della benzina. In quantità minime, è presente anche nelle mele, albicocche, ciliegie e prugne.

## Uso
L'1-eptene è utilizzato come materia prima per la sintesi organica, come copolimero per la produzione del polietilene, nella produzione di aldeidi per idroformilazione.

## Sicurezza
I vapori dell'1-eptene formano una miscela esplosiva con l'aria (punto di infiammabilità -8 °C, temperatura di autoaccensione di 250 °C).